# Avis (Portugal)
Avis is een plaats en gemeente in het Portugese district Portalegre.
De gemeente heeft een totale oppervlakte van 606 km² en telde 5197 inwoners in 2001.

## Plaatsen in de gemeente
- Alcôrrego
- Aldeia Velha
- Avis
- Benavila
- Ervedal
- Figueira e Barros
- Maranhão
- Valongo